# Mohammed Rafi
Madambillath Mohammed Rafi (Kasaragod, 24 maggio 1982) è un ex calciatore indiano, di ruolo attaccante.

## Carriera

### Club
Comincia a giocare allo State Bank. Nel 2006 si trasferisce al Mahindra United. Nel 2010 passa al Churchill Brothers. Nel 2012 viene acquistato dal Mumbai Tigers. Il 24 novembre 2013 viene prestato al Mumbai. Nel luglio 2014. dopo essere passato a titolo definitivo al Mumbai, viene ceduto in prestito all'Atlético de Kolkata. Nel gennaio 2015 torna al Mumbai. Nell'estate 2015 viene acquistato dal Kerala Blasters. Nel gennaio 2016 viene prestato al DSK Shivajians. Nell'estate 2016 torna al Kerala Blasters.

### Nazionale
Ha debuttato in Nazionale il 4 settembre 2010, nell'amichevole Thailandia-India (1-0). Ha messo a segno la sua prima rete con la maglia della Nazionale il 14 novembre 2010, nell'amichevole India-Kuwait (1-9). Ha partecipato, con la Nazionale, alla Coppa d'Asia 2011. Ha collezionato in totale, con la maglia della Nazionale, 5 presenze e una rete.

## Statistiche

### Presenze e reti nei club
| Stagione               | Squadra                | Campionato             | Campionato | Campionato | Coppe nazionali | Coppe nazionali | Coppe nazionali | Coppe continentali | Coppe continentali | Coppe continentali | Altre coppe | Altre coppe | Altre coppe | Totale | Totale |
| Stagione               | Squadra                | Comp                   | Pres       | Reti       | Comp            | Pres            | Reti            | Comp               | Pres               | Reti               | Comp        | Pres        | Reti        | Pres   | Reti   |
| ---------------------- | ---------------------- | ---------------------- | ---------- | ---------- | --------------- | --------------- | --------------- | ------------------ | ------------------ | ------------------ | ----------- | ----------- | ----------- | ------ | ------ |
| 2015                   | Kerala Blasters        | ISL                    | 9          | 4          |                 | -               | -               |                    | -                  | -                  |             | -           | -           | 9      | 4      |
| 2015-2016              | DSK Shivajians         | IL                     | 6          | 0          |                 | -               | -               |                    | -                  | -                  |             | -           | -           | 6      | 0      |
| 2016                   | Kerala Blasters        | ISL                    | 23         | 3          |                 | -               | -               |                    | -                  | -                  |             | -           | -           | 23     | 3      |
| 2017-2018              | Chennaiyin             | ISL                    | 7+2        | 2          | SC              | 1               | 0               | -                  | -                  | -                  | -           | -           | -           | 10     | 2      |
| 2018-2019              | Chennaiyin             | ISL                    | 2          | 0          | SC              | 1               | 0               | AFC Cup            | 5                  | 3                  | -           | -           | -           | 8      | 3      |
| Totale Chennaiyin      | Totale Chennaiyin      | Totale Chennaiyin      | 11         | 2          |                 | 2               | 0               |                    | 5                  | 3                  | -           | -           | -           | 18     | 5      |
| 2019-2020              | Kerala Blasters        | ISL                    | 6          | 0          | SC              | -               | -               |                    | -                  | -                  |             | -           | -           | 6      | 0      |
| Totale Kerala Blasters | Totale Kerala Blasters | Totale Kerala Blasters | 38         | 7          |                 | -               | -               |                    | -                  | -                  | -           | -           | -           | 38     | 7      |
| Totale carriera        | Totale carriera        | Totale carriera        | 55         | 9          |                 | 2               | 0               | -                  | 5                  | 3                  | -           | -           | -           | 62     | 12     |

### Cronologia presenze e reti in nazionale
| Cronologia completa delle presenze e delle reti in nazionale ― India | Cronologia completa delle presenze e delle reti in nazionale ― India | Cronologia completa delle presenze e delle reti in nazionale ― India | Cronologia completa delle presenze e delle reti in nazionale ― India | Cronologia completa delle presenze e delle reti in nazionale ― India | Cronologia completa delle presenze e delle reti in nazionale ― India | Cronologia completa delle presenze e delle reti in nazionale ― India | Cronologia completa delle presenze e delle reti in nazionale ― India |
| Data                                                                 | Città                                                                | In casa                                                              | Risultato                                                            | Ospiti                                                               | Competizione                                                         | Reti                                                                 | Note                                                                 |
| -------------------------------------------------------------------- | -------------------------------------------------------------------- | -------------------------------------------------------------------- | -------------------------------------------------------------------- | -------------------------------------------------------------------- | -------------------------------------------------------------------- | -------------------------------------------------------------------- | -------------------------------------------------------------------- |
| 4-9-2010                                                             | Nonthaburi                                                           | Thailandia                                                           | 1 – 0                                                                | India                                                                | Amichevole                                                           | -                                                                    |                                                                      |
| 15-9-2010                                                            | Nuova Delhi                                                          | India                                                                | 2 – 0                                                                | Namibia                                                              | Amichevole                                                           | -                                                                    | 90+1’                                                                |
| 14-11-2010                                                           | Abu Dhabi                                                            | Kuwait                                                               | 4 – 1                                                                | India                                                                | Amichevole                                                           | 1                                                                    |                                                                      |
| 10-1-2011                                                            | Doha                                                                 | India                                                                | 0 – 4                                                                | Australia                                                            | Coppa d'Asia 2011 - 1º turno                                         | -                                                                    | 64’                                                                  |
| Totale                                                               |                                                                      | Presenze                                                             | 4                                                                    |                                                                      | Reti                                                                 | 1                                                                    |                                                                      |

## Palmarès
- Indian Super League: 2

Atlético de Kolkata: 2014
Chennaiyin: 2017-2018